# Tonnac
Pour les articles homonymes, voir Tonnac (homonymie).
Tonnac (en occitan Totnac) est une commune française située dans le nord-ouest du département du Tarn, en région Occitanie. Sur le plan historique et culturel, la commune est dans le Gaillacois, un pays qui doit sa notoriété à la qualité de ses vins.
Exposée à un climat océanique altéré, elle est drainée par le ruisseau de Vervère, le ruisseau de Duéze et par deux autres cours d'eau. La commune possède un patrimoine naturel remarquable : un site Natura 2000 (la « forêt de Grésigne et environs ») et deux zones naturelles d'intérêt écologique, faunistique et floristique.
Tonnac est une commune rurale qui compte 105 habitants en 2022, après avoir connu un pic de population de 386 habitants en 1831.  Elle fait partie de l'aire d'attraction d'Albi. Ses habitants sont appelés les Tonnacois ou  Tonnacoises.

## Géographie

### Communes limitrophes
Les communes limitrophes sont  Itzac, Labarthe-Bleys, Marnaves, Roussayrolles, Vaour et Vindrac-Alayrac.
| Roussayrolles | Marnaves |                 |
| Vaour         | Tonnac   | Labarthe-Bleys  |
|               | Itzac    | Vindrac-Alayrac |

### Hydrographie
La commune est dans le bassin de la Garonne, au sein du bassin hydrographique Adour-Garonne. Elle est drainée par le ruisseau de Vervère, le ruisseau de Duéze, le ruisseau de Saint-Guilhem et par un petit cours d'eau, qui constituent un réseau hydrographique de 7 km de longueur totale,.
Le ruisseau de Vervère, d'une longueur totale de 13,4 km, prend sa source dans la commune et s'écoule vers le sud. Il traverse la commune et se jette dans la Vère au Verdier, après avoir traversé 5 communes.

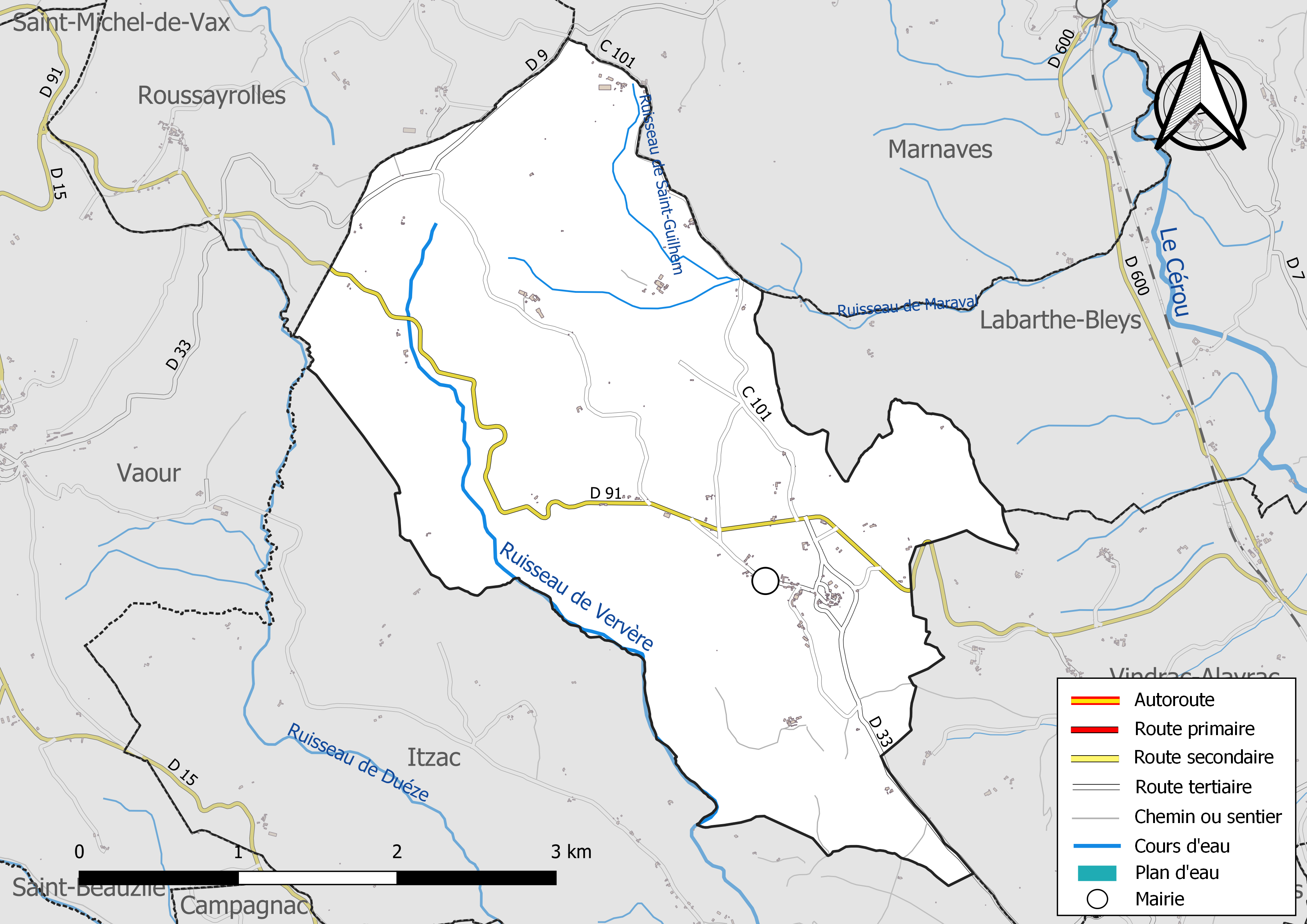
Réseaux hydrographique et routier de Tonnac.

### Climat
Pour des articles plus généraux, voir Climat de l'Occitanie et Climat du Tarn.
En 2010, le climat de la commune est de type climat du Bassin du Sud-Ouest, selon une étude du Centre national de la recherche scientifique s'appuyant sur une série de données couvrant la période 1971-2000. En 2020, Météo-France publie une typologie des climats de la France métropolitaine dans laquelle la commune est exposée à un climat océanique altéré et est dans la région climatique Aquitaine, Gascogne, caractérisée par une pluviométrie abondante au printemps, modérée en automne, un faible ensoleillement au printemps, un été chaud (19,5 °C), des vents faibles, des brouillards fréquents en automne et en hiver et des orages fréquents en été (15 à 20 jours).
Pour la période 1971-2000, la température annuelle moyenne est de 12,6 °C, avec une amplitude thermique annuelle de 15,6 °C. Le cumul annuel moyen de précipitations est de 913 mm, avec 10,4 jours de précipitations en janvier et 5,9 jours en juillet. Pour la période 1991-2020, la température moyenne annuelle observée sur la station météorologique de Météo-France la plus proche, « St-antonin-teus », sur la commune de Saint-Antonin-Noble-Val à 13 km à vol d'oiseau, est de 13,8 °C et le cumul annuel moyen de précipitations est de 872,1 mm. 
La température maximale relevée sur cette station est de 42,5 °C, atteinte le 27 juin 2019 ; la température minimale est de −14 °C, atteinte le 9 février 2012,,.
Les paramètres climatiques de la commune ont été estimés pour le milieu du siècle (2041-2070) selon différents scénarios d'émission de gaz à effet de serre à partir des nouvelles projections climatiques de référence DRIAS-2020. Ils sont consultables sur un site dédié publié par Météo-France en novembre 2022.

### Milieux naturels et biodiversité

#### Réseau Natura 2000

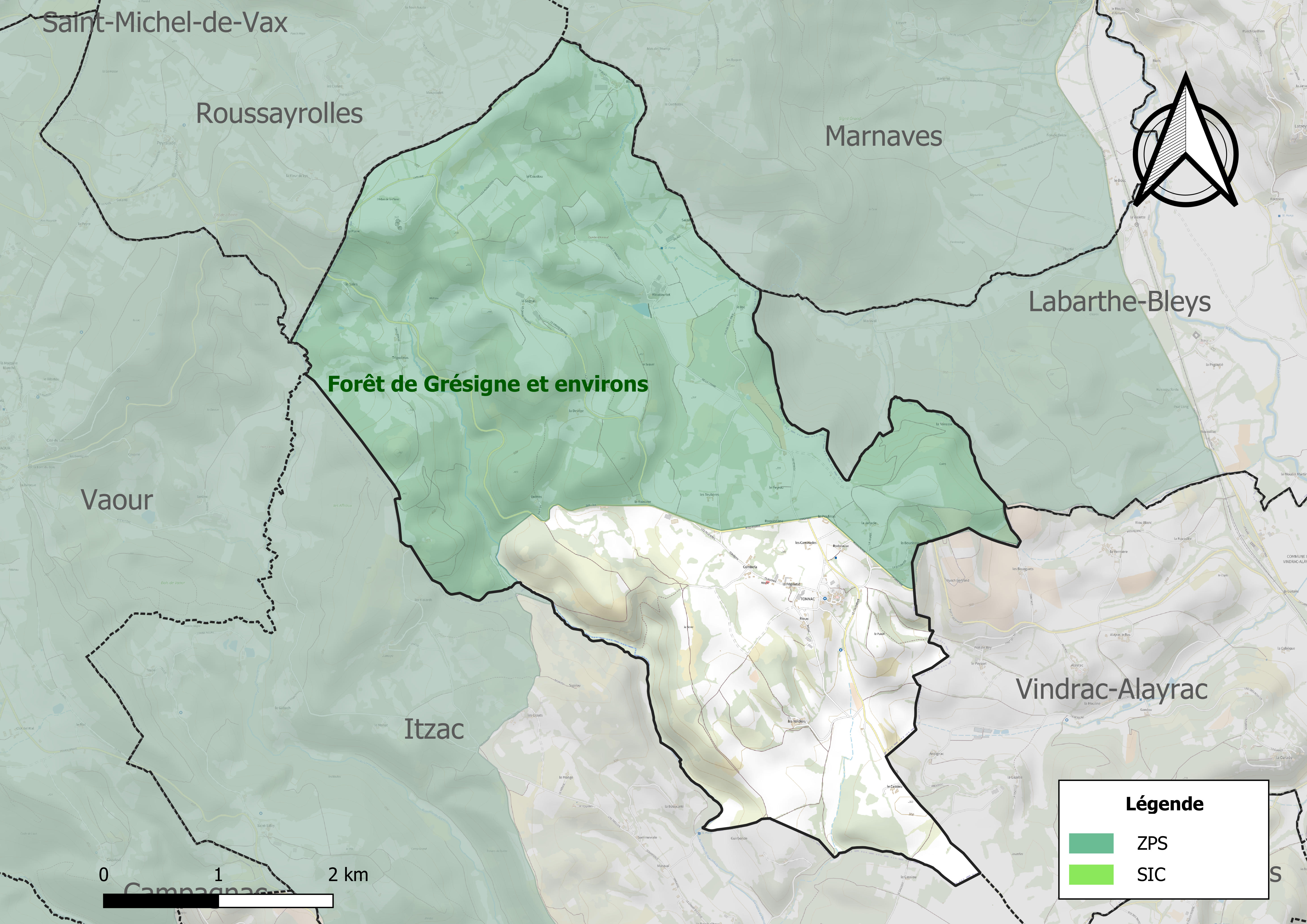
Sites Natura 2000 sur le territoire communal.

Le réseau Natura 2000 est un réseau écologique européen de sites naturels d'intérêt écologique élaboré à partir des directives habitats et oiseaux, constitué de zones spéciales de conservation (ZSC) et de zones de protection spéciale (ZPS).
Un site Natura 2000 a été défini sur la commune au titre  de la directive oiseaux : la « forêt de Grésigne et environs », d'une superficie de 27 701 ha, un site où onze espèces de l'annexe 1 se reproduisent régulièrement sur le site, parmi lesquelles sept espèces de rapaces (dont le Faucon pèlerin et le Grand-Duc d'Europe).

#### Zones naturelles d'intérêt écologique, faunistique et floristique
L’inventaire des zones naturelles d'intérêt écologique, faunistique et floristique (ZNIEFF) a pour objectif de réaliser une couverture des zones les plus intéressantes sur le plan écologique, essentiellement dans la perspective d’améliorer la connaissance du patrimoine naturel national et de fournir aux différents décideurs un outil d’aide à la prise en compte de l’environnement dans l’aménagement du territoire.
Une ZNIEFF de type 1 est recensée sur la commune :
les « coteaux secs de Maraval » (243 ha), couvrant 3 communes du département et une ZNIEFF de type 2, : 
la « forêt de Grésigne et environs » (18 733 ha), couvrant 21 communes dont 17 dans le Tarn et quatre dans le Tarn-et-Garonne.

Carte des ZNIEFF de type 1 et 2 à Tonnac.
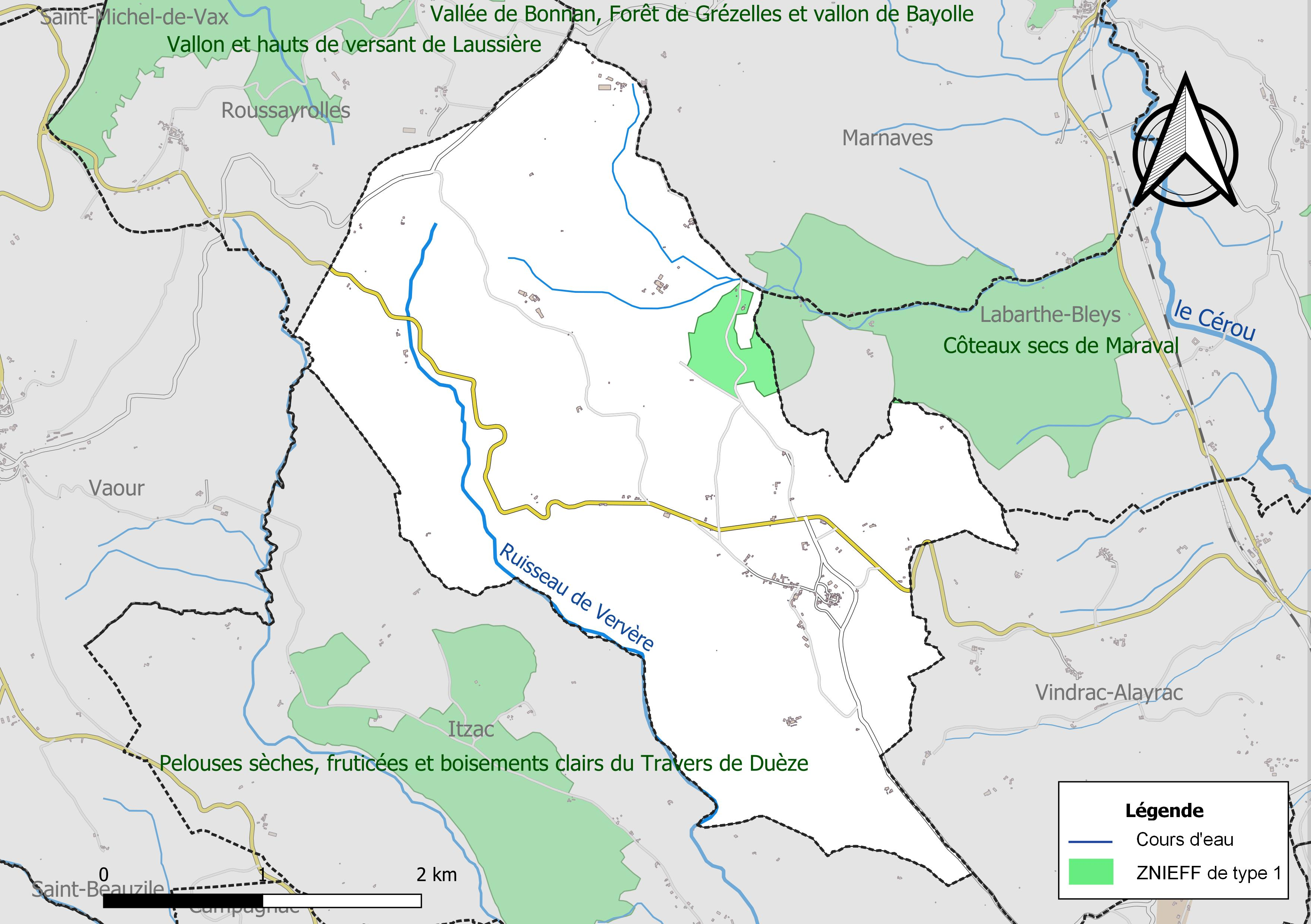
Carte de la ZNIEFF de type 1 sur la commune.
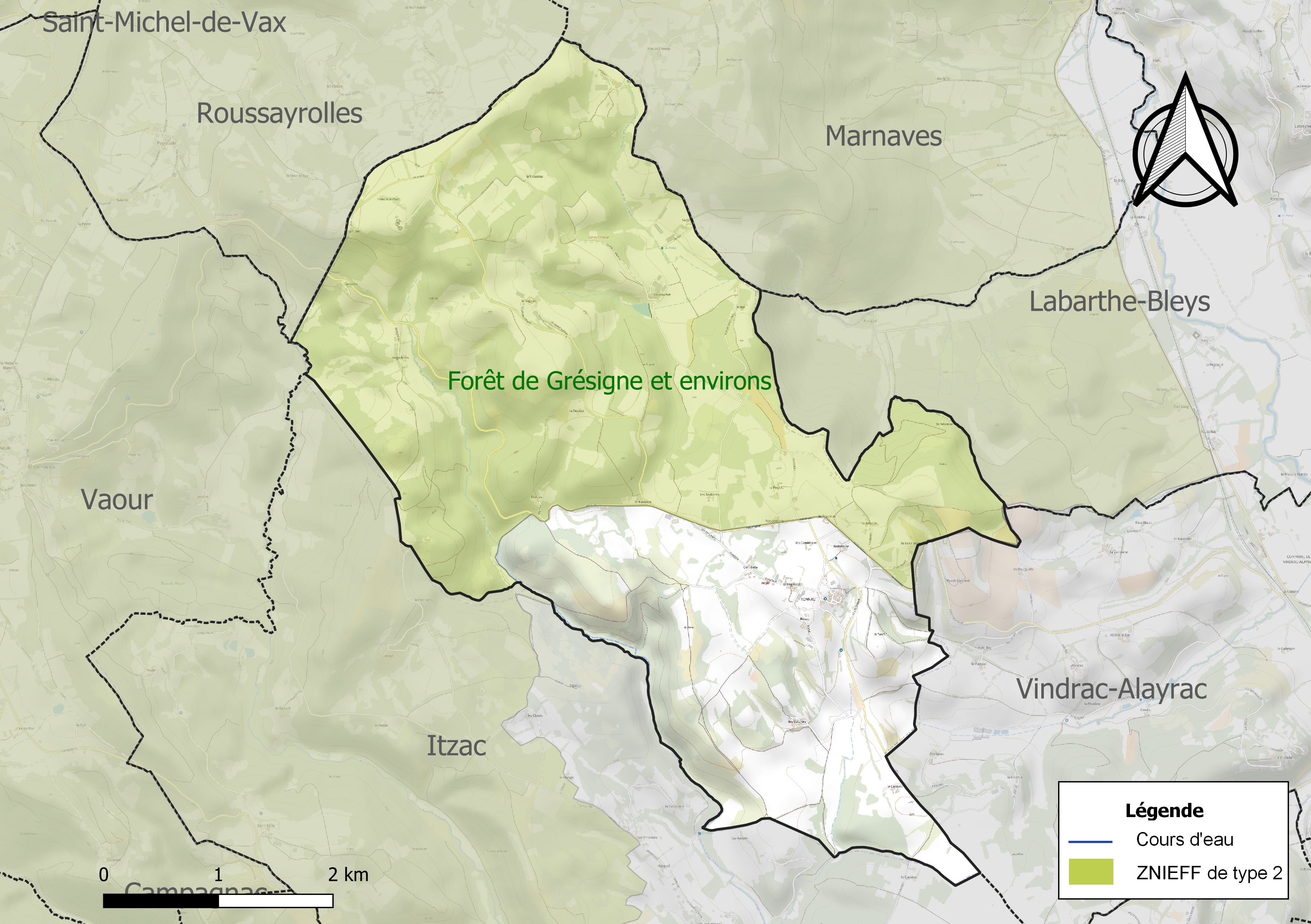
Carte de la ZNIEFF de type 2 sur la commune.

## Urbanisme

### Typologie
Au 1er janvier 2024, Tonnac est catégorisée commune rurale à habitat très dispersé, selon la nouvelle grille communale de densité à sept niveaux définie par l'Insee en 2022.
Elle est située hors unité urbaine. Par ailleurs la commune fait partie de l'aire d'attraction d'Albi, dont elle est une commune de la couronne,. Cette aire, qui regroupe 91 communes, est catégorisée dans les aires de 50 000 à moins de 200 000 habitants,.

### Occupation des sols
L'occupation des sols de la commune, telle qu'elle ressort de la base de données européenne d’occupation biophysique des sols Corine Land Cover (CLC), est marquée par l'importance des forêts et milieux semi-naturels (51,3 % en 2018), en diminution par rapport à 1990 (56,8 %). La répartition détaillée en 2018 est la suivante : 
forêts (41 %), zones agricoles hétérogènes (35,5 %), prairies (12,8 %), milieux à végétation arbustive et/ou herbacée (10,2 %), cultures permanentes (0,5 %). L'évolution de l’occupation des sols de la commune et de ses infrastructures peut être observée sur les différentes représentations cartographiques du territoire : la carte de Cassini (XVIIIe siècle), la carte d'état-major (1820-1866) et les cartes ou photos aériennes de l'IGN pour la période actuelle (1950 à aujourd'hui).

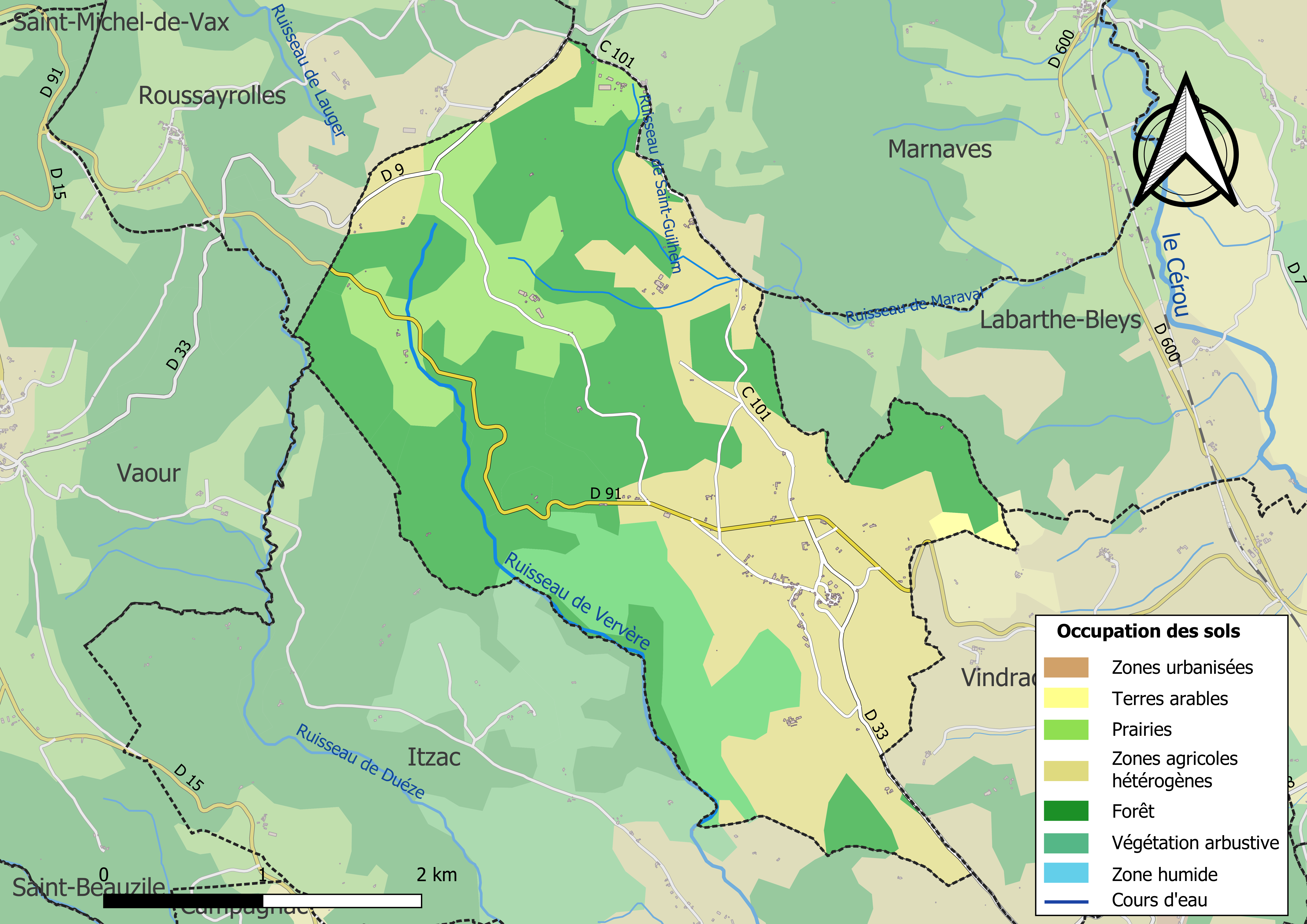
Carte des infrastructures et de l'occupation des sols de la commune en 2018 (CLC).

### Risques majeurs
Le territoire de la commune de Tonnac est vulnérable à différents aléas naturels : météorologiques (tempête, orage, neige, grand froid, canicule ou sécheresse), feux de forêts, mouvements de terrains et séisme (sismicité très faible). Il est également exposé à un risque technologique,  le transport de matières dangereuses, et à un risque particulier : le risque de radon. Un site publié par le BRGM permet d'évaluer simplement et rapidement les risques d'un bien localisé soit par son adresse soit par le numéro de sa parcelle.

#### Risques naturels
Tonnac est exposée au risque de feu de forêt du fait de la présence sur son territoire . En 2022, il n'existe pas de Plan de Prévention des Risques incendie de forêt (PPRif). Le débroussaillement aux abords des maisons constitue l’une des meilleures protections pour les particuliers contre le feu,.

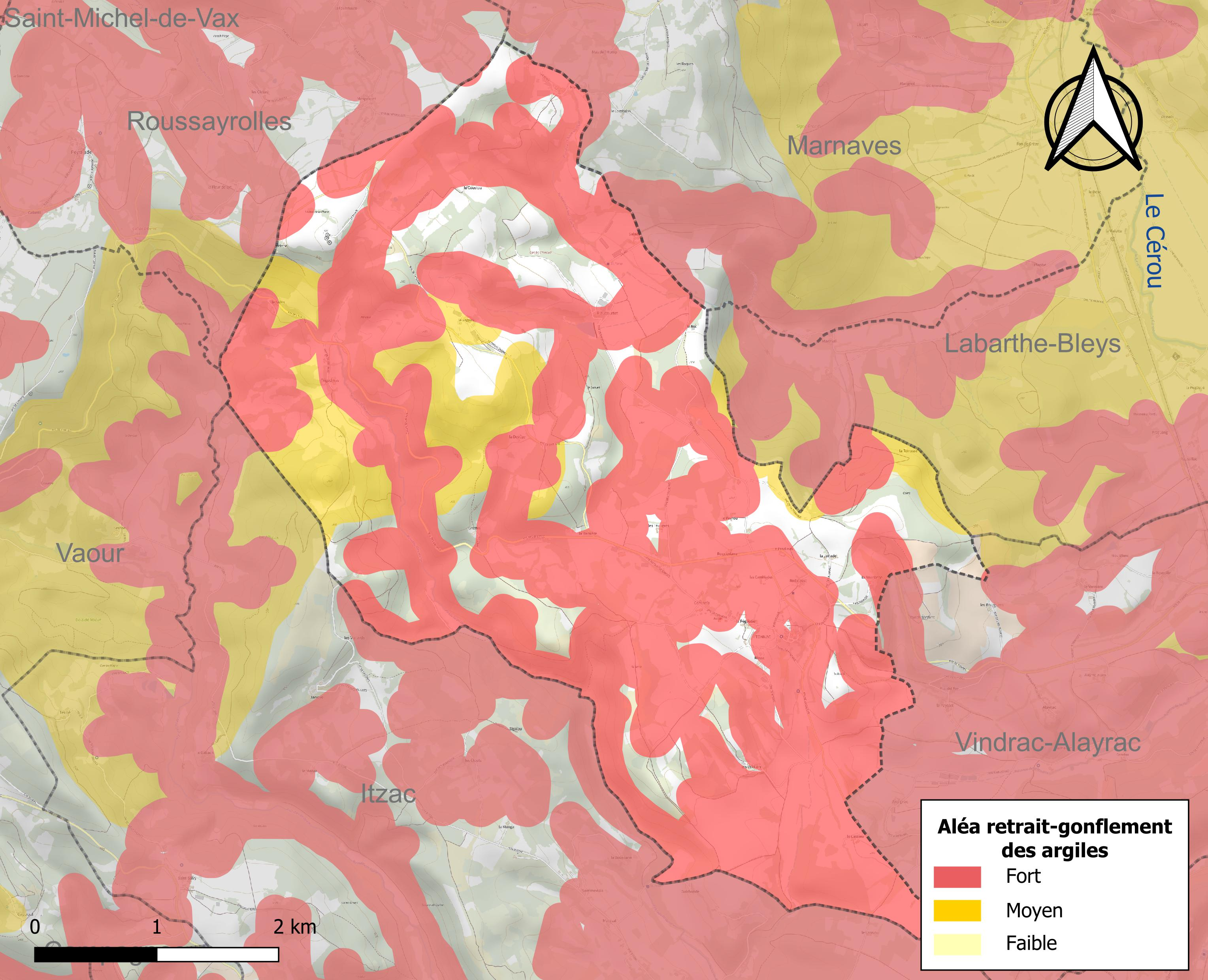
Carte des zones d'aléa retrait-gonflement des sols argileux de Tonnac.

La commune est vulnérable au risque de mouvements de terrains constitué principalement du retrait-gonflement des sols argileux. Cet aléa est susceptible d'engendrer des dommages importants aux bâtiments en cas d’alternance de périodes de sécheresse et de pluie. 80,4 % de la superficie communale est en aléa moyen ou fort (76,3 % au niveau départemental et 48,5 % au niveau national). Sur les 84 bâtiments dénombrés sur la commune en 2019, 71 sont en aléa moyen ou fort, soit 85 %, à comparer aux 90 % au niveau départemental et 54 % au niveau national. Une cartographie de l'exposition du territoire national au retrait gonflement des sols argileux est disponible sur le site du BRGM,.
Par ailleurs, afin de mieux appréhender le risque d’affaissement de terrain, l'inventaire national des cavités souterraines permet de localiser celles situées sur la commune.
La commune a été reconnue en état de catastrophe naturelle au titre des dommages causés par les inondations et coulées de boue survenues en 1982. 

#### Risques technologiques
Le risque de transport de matières dangereuses sur la commune est lié à sa traversée par des infrastructures routières ou ferroviaires importantes ou la présence d'une canalisation de transport d'hydrocarbures. Un accident se produisant sur de telles infrastructures est susceptible d’avoir des effets graves sur les biens, les personnes ou l'environnement, selon la nature du matériau transporté. Des dispositions d’urbanisme peuvent être préconisées en conséquence.

#### Risque particulier
Dans plusieurs parties du territoire national, le radon, accumulé dans certains logements ou autres locaux, peut constituer une source significative d’exposition de la population aux rayonnements ionisants. Certaines communes du département sont concernées par le risque radon à un niveau plus ou moins élevé. Selon la classification de 2018, la commune de Tonnac est classée en zone 3, à savoir zone à potentiel radon significatif.

## Toponymie
Attestations anciennes : Totnach, Totnac vers 1122, Totnaco 1180. Nom de domaine gallo-romain en *-ACU,, suffixe d'origine gauloise,, souvent latinisé en -acum. Il est précédé d'un nom de personne.
Le type toponymique initial est possiblement *TAUTINIACU ou *TOTINACU. cf. Thoigné (Sarthe, Taudiniacum 643) et Tosny (Eure, Todeniaco 1014).

## Politique et administration
| Période                                  | Période    | Identité       | Étiquette | Qualité |
| ---------------------------------------- | ---------- | -------------- | --------- | ------- |
| mars 2001                                | mars 2014  | Claude Alibert |           |         |
| mars 2014                                | avril 2017 | Jean Murcia    |           |         |
| Les données manquantes sont à compléter. |            |                |           |         |

## Population et société

### Démographie
| 1793 | 1800 | 1806 | 1821 | 1831 | 1836 | 1841 | 1846 | 1851 |
| ---- | ---- | ---- | ---- | ---- | ---- | ---- | ---- | ---- |
| 305  | 298  | 331  | 385  | 386  | 384  | 385  | 326  | 371  |

| 1856 | 1861 | 1866 | 1872 | 1876 | 1881 | 1886 | 1891 | 1896 |
| ---- | ---- | ---- | ---- | ---- | ---- | ---- | ---- | ---- |
| 384  | 367  | 376  | 347  | 348  | 341  | 326  | 303  | 272  |

| 1901 | 1906 | 1911 | 1921 | 1926 | 1931 | 1936 | 1946 | 1954 |
| ---- | ---- | ---- | ---- | ---- | ---- | ---- | ---- | ---- |
| 276  | 248  | 207  | 155  | 177  | 177  | 171  | 148  | 134  |

| 1962 | 1968 | 1975 | 1982 | 1990 | 1999 | 2006 | 2008 | 2013 |
| ---- | ---- | ---- | ---- | ---- | ---- | ---- | ---- | ---- |
| 128  | 121  | 122  | 126  | 129  | 136  | 128  | 126  | 125  |

| 2018 | 2022 | - | - | - | - | - | - | - |
| ---- | ---- | - | - | - | - | - | - | - |
| 100  | 105  | - | - | - | - | - | - | - |

### Enseignement
Tonnac fait partie de l'académie de Toulouse.

### Activités sportives
Lieu de passage de la 11e étape du Tour de France 2019.

## Économie

### Emploi
|                | 2008  | 2013  | 2018  |
| -------------- | ----- | ----- | ----- |
| Commune        | 8,5 % | 3,7 % | 2,8 % |
| Département    | 8,2 % | 9,9 % | 10 %  |
| France entière | 8,3 % | 10 %  | 10 %  |

En 2018, la population âgée de 15 à 64 ans s'élève à 36 personnes, parmi lesquelles on compte 66,7 % d'actifs (63,9 % ayant un emploi et 2,8 % de chômeurs) et 33,3 % d'inactifs,. En  2018, le taux de chômage communal (au sens du recensement) des 15-64 ans est inférieur à celui de la France et du département, alors qu'en 2008 la situation était inverse.
La commune fait partie de la couronne de l'aire d'attraction d'Albi, du fait qu'au moins 15 % des actifs travaillent dans le pôle,. Elle compte 23 emplois en 2018, contre 31 en 2013 et 24 en 2008. Le nombre d'actifs ayant un emploi résidant dans la commune est de 29, soit un indicateur de concentration d'emploi de 79,6 % et un taux d'activité parmi les 15 ans ou plus de 35,7 %.
Sur ces 29 actifs de 15 ans ou plus ayant un emploi, 10 travaillent dans la commune, soit 35 % des habitants. Pour se rendre au travail, 62,1 % des habitants utilisent un véhicule personnel ou de fonction à quatre roues, 6,9 % les transports en commun, 17,2 % s'y rendent en deux-roues, à vélo ou à pied et 13,8 % n'ont pas besoin de transport (travail au domicile).

### Activités hors agriculture
10 établissements sont implantés  à Tonnac au 31 décembre 2019.
Le secteur du commerce de gros et de détail, des transports, de l'hébergement et de la restauration est prépondérant sur la commune puisqu'il représente 30 % du nombre total d'établissements de la commune (3 sur les 10 entreprises implantées  à Tonnac), contre 26,7 % au niveau départemental.

### Agriculture
|               | 1988 | 2000 | 2010 | 2020 |
| ------------- | ---- | ---- | ---- | ---- |
| Exploitations | 17   | 11   | 10   | 9    |
| SAU (ha)      | 567  | 555  | 454  | 585  |

La commune est dans les Causses du Quercy, une petite région agricole relativement pauvre et aride accueilant des élevages de brebis et agneaux en plein air, située dans le nord-ouest du département du Tarn. En 2020, l'orientation technico-économique de l'agriculture  sur la commune est l'élevage d'ovins ou de caprins. Neuf exploitations agricoles ayant leur siège dans la commune sont dénombrées lors du recensement agricole de 2020 (17 en 1988). La superficie agricole utilisée est de 585 ha,,.

## Culture locale et patrimoine

### Lieux et monuments

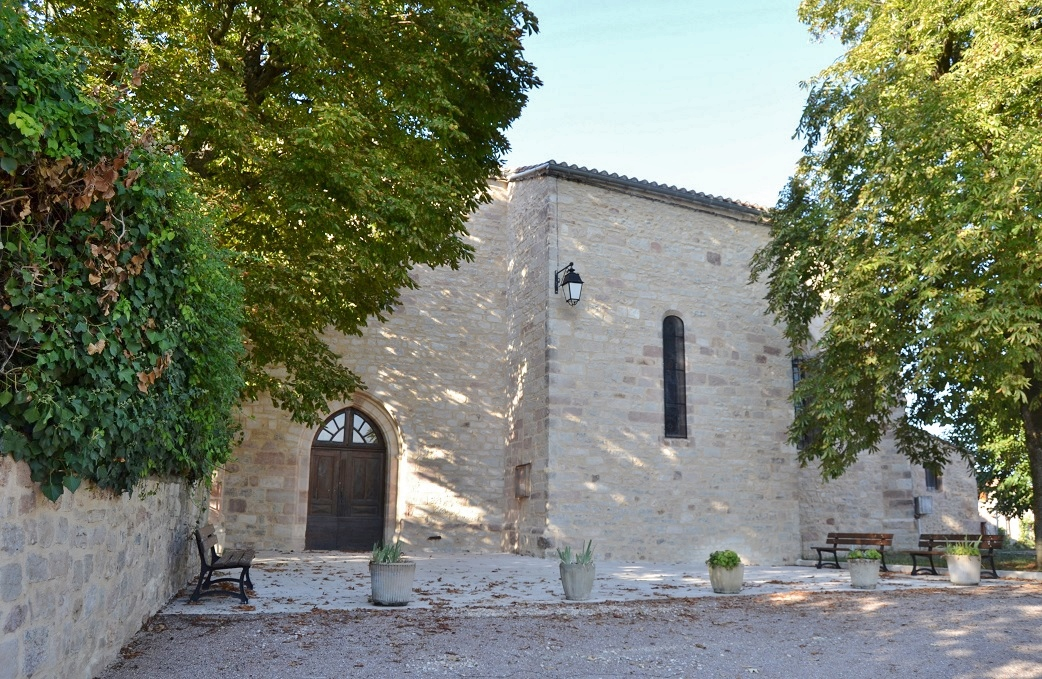
Église Saint-Pierre de Tonnac.

- Église paroissiale Saint-Pierre de Tonnac.

### Personnalités liées à la commune
- Famille de Cazillac